# Pilea corona
Pilea corona là loài thực vật có hoa trong họ Tầm ma. Loài này được A.K. Monro mô tả khoa học đầu tiên năm 2001.